# Афанасий Неаполитанский
Афанасий Неаполитанский (Афанасий I; лат. Athanasius, итал. Atanasio; 832, Неаполь — 15 июля 872, Вероли) — епископ Неаполя (849/850—872); одни из наиболее выдающихся неаполитанских епископов Средневековья; святой, почитаемый в Римско-католической церкви (день памяти — 15 июля).

## Исторические источники
Основными нарративными источниками о жизни Афанасия I Неаполитанского являются написанная в конце IX века Иоанном Диаконом вторая часть «Деяний неаполитанских епископов» (лат. Gesta Episcoporum Noapolitanorum) и созданное в X веке анонимным автором житие этого святого (лат. Vita Athanasii episcopi Neapolitani). Первый из источников особенно ценен свидетельствами о политических событиях в Неаполе того времени, второй — о церковных. Предположительно к X веку относится и создание сочинения, повествующего о перенесении мощей святого Афанасия Неаполитанского (лат. Translatio s. Athanasii episcopi Neapolitani). Все эти труды изданы в серии Monumenta Germaniae Historica в 1878 году. О событиях на Апеннинском полуострове во второй половине IX века также сообщается в «Истории лангобардов Беневенто» Эрхемперта, «Салернской хронике» и нескольких других средневековых источниках.

## Биография

### Ранние годы
Афанасий I родился в 832 году в Неаполе в семье Сергия I, ставшего в 840 году неаполитанским герцогом, и Друзы (или Дросы). Его старшими братьями были Григорий III и Цезарий, а младшим — Стефан.
В 842 году Афанасий был отдан отцом для обучения епископу Неаполя Иоанну IV Книжнику, человеку добродетельному и весьма образованному. Средневековые авторы утверждали, что благодаря своему наставнику Афанасий приобрёл большие знания, в том числе, в совершенстве овладел двумя языками — латинским и греческим. Вероятно, уже тогда Сергий I планировал поставить сына во главе Неаполитанской епархии. Участь под руководством Иоанна Книжника в школе при базилике Святой Реституты, бывшей тогда кафедральным собором Неаполя, Афанасий изучил Священное Писание и труды Отцов Церкви. Будучи ещё ребёнком, он был посвящён в духовный сан, став клириком в неаполитанской базилике Святой Марии. В десятилетнем возрасте Афанасий был рукоположён в сан субдиакона, а в двенадцать лет — в сан диакона.

### Епископ Неаполя

#### При герцогах Сергии I и Григории III

Южная Италия в IX веке

Иоанн IV Книжник скончался 17 декабря 849 года, и уже 22 декабря Афанасий был единодушно избран неаполитанскими клириками и мирянами его преемником. Так как новый епископ был ещё очень молод, для одобрения его избрания необходимо было заручиться согласием папы римского. Афанасий поехал в Рим, где не только получил от Льва IV подтверждение итогов выборов, но и был посвящён тем в епископский сан. 15 марта 850 года в соборе Святого Петра папа лично провёл церемонию интронизации нового главы Неаполитанской епархии. Тогда же старший брат Афанасия Григорий III был назначен отцом герцогом-соправителем. Таким образом под управлением членов семьи Сергия I оказалась как светская, так и церковная власть над Неаполем.
Афанасий I Неаполитанский — один из наиболее деятельных иерархов своего времени. В средневековых источниках он описывался как аскет, живший в соответствии с самыми строгими церковными канонами. Став епископом, Афанасий распродал всё своё личное имущество, а полученные от этого средства использовал для помощи бедным и выкуп пленённых сарацинами христиан. Стремясь повысить благочестие прихожан своей епархии, Афанасий в подражание установленным в римском соборе Святого Петра порядкам повелел клирикам ежедневно проводить литургические службы во всех храмах города, снабдив для этого священнослужителей как церковной утварью, так и необходимыми денежными средствами. Сам он ежедневно проводил две службы: одну для себя, другую для прихожан. Афанасий учредил школу, в которой будущие клирики обучались чтению, письму и священным песнопениям. Известно, что при Афанасии в кафедральном соборе существовал скрипторий, обогативший епископскую библиотеку многими книгами. Сам епископ передал библиотеке принадлежавшие ему три кодекса с трудами Иосифа Флавия. По повелению Афанасия I были основаны два аббатства: одно — Святого Януария — при одноимённой базилике, другое — Святого Сальватора — на труднодоступном острове Кастель-дель-Ово. Для обеих обителей был введён строгий устав: для первого бенедиктинский, для второго — основанный на правилах киновитов. В аббатстве Святого Сальватора был открыт приют для бедных и паломников. Также и многие церкви Неаполитанской епархии радениями епископа и вдохновлённых его примером знатных неаполитанцев были восстановлены или украшены. Особенное рвение Афанасий проявлял к восстановлению храмов, пострадавших от сарацинов. С согласия Сергия I епископ Неаполя начал отстраивать разрушенный арабами в 846 году Мизено, и за недостатком в городе священников сам окормлял его жителей. По повелению Афанасия из располагавшихся вне Неаполя катакомб в город были перевезены остатки реликвий святого Януария, всё ещё находившиеся там после разграбления их беневентским князем Сико во время осады 831 года.
При папе Николае I в 861 году Афанасий I Неаполитанский участвовал в Римском соборе, на котором рассматривались обвинения против архиепископа Равенны Иоанна X. В актах этого синода Афанасий упоминался на третьем месте, что свидетельствует о большом уважении, которое Николай I испытывал к неаполитанскому епископу. Именно Афанасию I папа римский повелел составить, а затем зачитать обвинительный документ против равеннского архиепископа. Упоминается о Афанасии I и как о папском легате.
В 850-х — 860-х годах Афанасий I был одним из главных советников герцогов Неаполя: сначала Сергия I, а с 864 года — Григория III. Особенно усилилось влияние епископа при втором из них. Новый герцог отказался от традиции заключения союзов с сарацинами и сблизился с королём Италии Людовиком II. Вероятно, это было сделано под влиянием Афанасия. Начиная с 866 года неаполитанский епископ неоднократно посещал двор итальянского короля. Заслужив своими благочестием и образованность уважение этого монарха и его супруги Ангельберги, Афанасий стал одним из наиболее приближённых к монаршей чете лиц (лат. familiaris). По свидетельству Иоанна Диакона, только дружба Афанасия с итальянским королём избавила Неаполь, в то время считавшийся принадлежавшим Византии, от захвата города войском Людовика II, шедшим осаждать столицу Барийского эмирата.

#### При герцоге Сергии II
Однако ставший в начале 870 года правителем Неаполя Сергий II, сын Григория III, пожелал полностью избавиться от вмешательства Афанасия I в дела управления герцогством и начал притеснять епископа. В средневековых источниках причиной конфликта названо возобновление Сергием II союза с ведшими завоевание византийской Сицилии Аглабидами. Вероятно, сближение Сергия II с сарацинами было вызвано его стремлением противостоять притязаниями Людовика II на власть над всей Италией, в том числе и над Неаполитанским герцогством. Афанасий же, как приверженец итальянского короля, всячески пытался отвратить герцога от союза с мусульманами. Поводом к окончательному разрыву между племянником и дядей стал арест герцогом в октябре 870 года нескольких неаполитанских священников, воспротивившихся его намерению овладеть церковными ценностями, хранившимися в кафедральном соборе Святой Реституты. Вслед за этим под стражу были взяты вступившиеся за клириков епископ и несколько родственников Сергия II (включая его дядю Цезария, тётю и брата Афанасия). Желая установить полный контроль над Неаполитанской епархией, герцог потребовал от Афанасия I отказаться от епископского сана и удалиться в один из монастырей, однако тот отказался подчиниться воле племянника. Тем временем арест членов герцогской семьи вызвал в Неаполе семидневный мятеж, в котором участвовали не только горожане, но и священнослужители. Опасаясь потерять в результате этих беспорядков власть, Сергий II был вынужден освободить епископа, проведшего под стражей десять дней. Однако другие его родственники так и остались в заключении.
Считая, что Афанасий I в конфликте с ним может попытаться заручиться поддержкой своих друзей при дворе итальянского короля, Сергий II потребовал от епископа обещать ему не уезжать из Неаполя. Однако на десятый день после освобождения Афанасий опечатал сокровищницы всех неаполитанских храмов, а для их неприкосновенности издал постановление, угрожавшее отлучением всякому посягнувшему на церковное имущество. После этого епископ со многими своими приверженцами укрылся в укреплённом от возможных набегов арабов аббатстве Святого Сальватора, который стал местом сбора всех недовольных правлением Сергия II лиц. Противники герцога обратились за помощью к Людовику II, и тот направил Сергию II послание, в котором угрожал правителю Неаполя войной, если тот немедленно не откажется от союза с сарацинами и не возвратит епископа в его епархию. Однако Сергий II не только наотрез отказался это сделать, но и начал готовиться к военным действиям против итальянского короля. Герцог призвал на помощь сарацин, и когда их войско прибыло в Неаполь, не сделал ничего для предотвращения разорения мусульманами нескольких городских церквей. Затем вместе с сарацинами он осадил аббатство Святого Сальватора, во время которой девять дней подряд безуспешно штурмовал монастырские укрепления. Только прибытие в начале 871 года к острову направленного Людовиком II флота из двадцати кораблей под командованием префекта Амальфи Марина, разбившего объединённый неаполитанско-сарацинский флот в морской битве, позволило Афанасию избежать нового заключения. Погрузившись на амальфитанские корабли, епископ и его сторонники покинули аббатство Святого Сальватора, найдя приют при дворе короля Людовика II в Беневенто.
В ответ Сергий II разграбил хранившуюся в кафедральном соборе епископскую сокровищницу, распределив найденные в ней ценности между своими приверженцами, а затем обрушил репрессии на оставшихся в Неаполе сторонников Афанасия I: часть из них была арестована, часть лишена всего имущества и изгнана из города. За епископа перед герцогом ходатайствовал папа римский Адриан II, но так как Сергий II и после этого не захотел примириться с дядей, герцог был отлучён от церкви, а на всех жителей Неаполя был наложен интердикт. Несмотря на это, по приказу Сергия II в городе местным духовенством продолжали проводиться церковные службы. Прекращению их не помог даже совместный визит в Неаполь легатов папы, Анастасия Библиотекаря и аббата Цезария, и посланца итальянского короля, аббата Монтекассино Бертария. Безрезультатным остался и призыв короля Людовика II к византийскому императору Василию I Македонянину оказать влияние на подвластного тому Сергия II Неаполитанского и заставить герцога разорвать союз с сарацинами.
В августе или сентябре 871 года из-за поднятого против Людовика II князем Адельхизом мятежа Афанасий I был вынужден бежать из Беневенто в Сорренто, где епископом был его младший брат Стефан. Здесь он узнал о намерении Адриана II не только снять интердикт с Неаполя, но и одобрить смещение его с неаполитанской кафедры, о чём просили папу как Сергий II, так и духовенство города. Чтобы воспрепятствовать этому, Афанасий в конце года приехал в Рим. Однако, хотя он и был принят папой со всеми возможными почестями, одновременно по повелению Адриана II в Неаполе было опять разрешено проведение богослужений.
Ничего не добившись от папы римского, Афанасий I направился в аббатство Фарфа, где Людовик II готовился к новому походу против сарацин. Вместе с королём епископ в марте 872 года снова возвратился в Рим. Здесь Людовик II после встречи с Адрианом II объявил Афанасию, что восстановит его на неаполитанской кафедре, даже если для этого придётся вести военные действия против герцога Сергия II. Воодушевлённый этим обещанием, Афанасий решил сопровождать войско Людовика II во время похода в Южную Италию. Однако 29 июня в Вероли, прямо во время мессы в день святых Петра и Павла, епископ упал без сознания. Перевезённый в находившийся поблизости монастырь Святого Квирика, 15 июля Афанасий I Неаполитанский скончался. Он возглавлял Неаполитанскую епархию двадцать два года, шесть месяцев и двадцать четыре дня, из которых двадцать один месяц пробыл в изгнании. После его смерти епископская кафедра была вакантной до 877 года, когда новым главой епархии стал Афанасий II, сын герцога Григория III, опять соединивший в своих руках церковную и светскую власть над Неаполем.
Сначала тело Афанасия I было похоронено в аббатстве Монтекассино, но 31 июля 877 года Афанасий II перенёс останки своего предшественника в Неаполь и погрёб в катакомбах Святого Януария. Позднее (в XII или XIII веке) мощи Афанасия I были перенесены в кафедральный собор Святого Януария, где находятся и в настоящее время. Честная глава Афанасия Неаполитанского хранится в богато украшенном реликварии и используется в богослужениях, проводимых в дни памяти святого.

### Посмертное почитание
В Римско-католической церкви Афанасия I Неаполитанского почитают как святого, особо отмечая твёрдость епископа в отстаивании неприкосновенности имущества его епархии от притязаний светских правителей. Его имя внесено в «Римский мартиролог», которым день памяти Афанасия установлен 15 июля (в день смерти епископа). В Неаполе, одним из святых покровителей которого Афанасий считается с 1673 года, поминовение этого епископа также осуществляется 5 апреля (в день перенесения мощей святого Афанасия) и 8 ноября (в день общего поминовения святых предстоятелей Неаполитанской епархии).